# Nusret (1911)

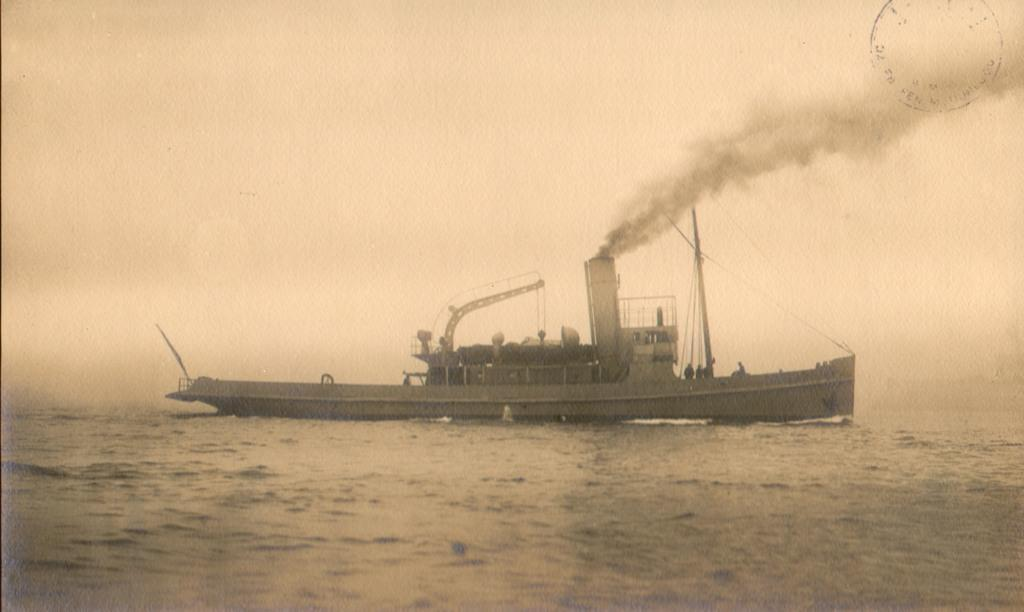
Minonoska Nusret v roce 1912

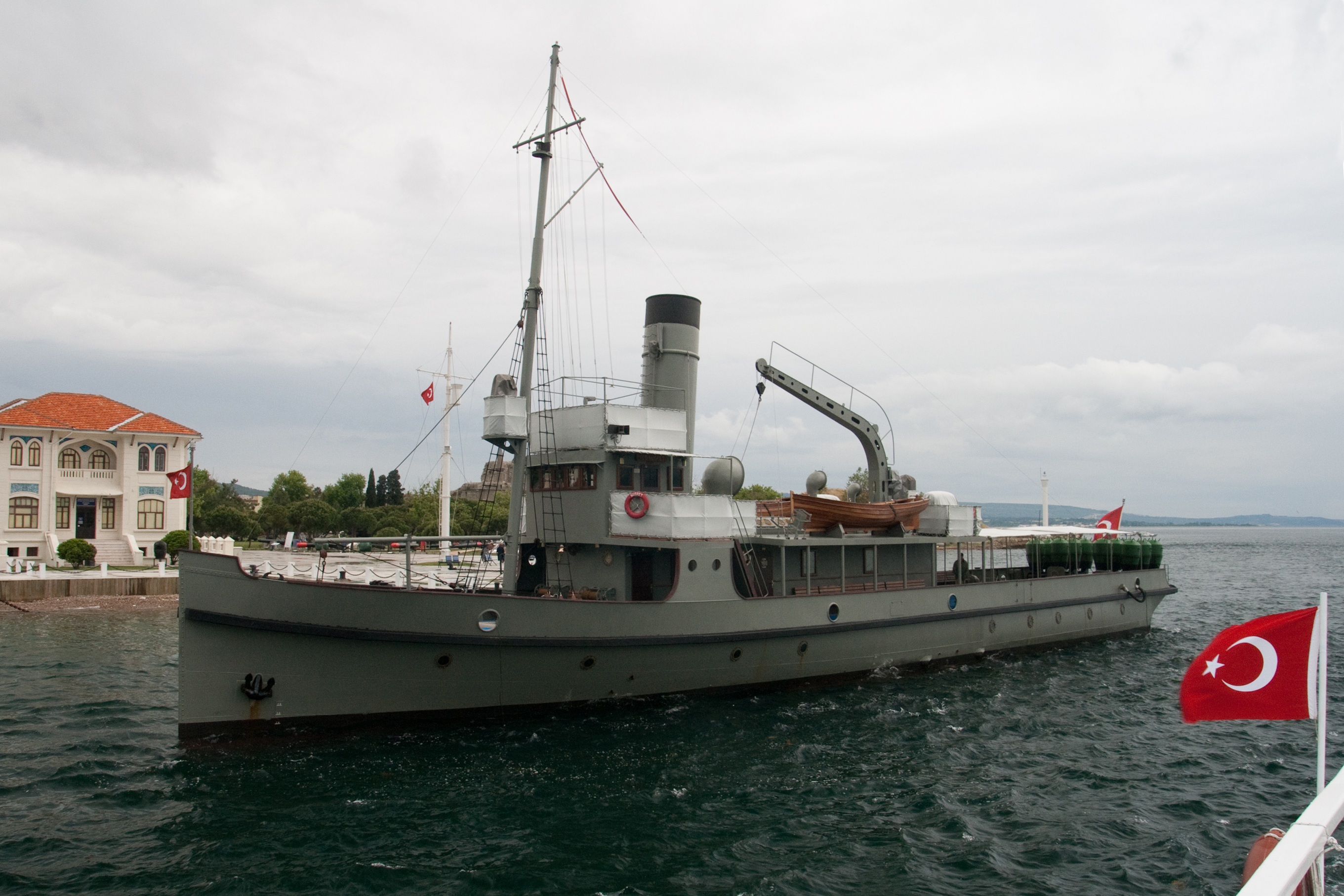
Replika N-16 v Çanakkale.

Nusret je v Německu postavená osmanská loď, spuštěná na vodu v roce 1911 a jedna z nejefektivnějších válečných lodí všech dob.
Proslavila se v roli minonosky v bitvě o Gallipoli, kdy se jí v noci 8. března 1915 podařilo tajně položit minové pole v zátoce Eren Köy, kde se pravidelně obracely dohodové lodě podnikající nájezdy na turecké pobřežní pevnosti. 18. března se v důsledku najetí do tohoto pole potopily tři bitevní lodě Dohody (francouzská Bouvet a britské Ocean a Irresistible) a těžce poškozen byl i britský bitevní křižník Inflexible. Tato akce, která ukončila snahy Dohody o pokoření obrany Dardanel nájezdy velkých hladinových lodí, z ní dělá nejúspěšnější válečnou loď tureckého námořnictva celé první světové války.
Po roce 1937, kdy v důsledku zastaralosti přestala být využívána jako minonoska, působila ještě v tureckém válečném námořnictvu v rozličných podpůrných a přepravních rolích, až byla v roce 1955 vyřazena ze služby. Nejprve z ní měla být muzejní loď, ale v roce 1962 byla místo toho prodána do soukromých rukou a sloužila jako nákladní loď. V dubnu 1989 se potopila poblíž Mersinu. V roce 1999 byla vyzdvižena a posléze i opravena, od roku 2008 slouží jako muzejní loď v Tarsu. Loděnice Gölcük postavila její repliku, která byla v roce 2011 zařazena do stavu tureckého válečného námořnictva jako muzejní loď N-16 a je k vidění v Çanakkale.
Turecké námořnictvo každoročně pořádá cvičení v kladení námořních min, pojmenované po této lodi.